# Pálóczi Horváth Lajos
Pálóczi Horváth Lajos, ifj. Pálóczy Horváth Lajos (Beregszász, 1899. február 5. – Budapest, 1976. március 1.) népzenekutató, műfordító.

## Életrajza
Szülővárosában érettségizett 1917-ben, majd frontszolgálatot teljesített. Az első világháború után visszatért Beregszászra, és mint több nyelvet beszélő személyt őt bízták meg a várost megszálló csehszlovák katonaság parancsnokságával folytatandó tárgyalással. Mélységesen megdöbbentette Kárpátalja csehszlovák megszállása, így hamarosan elhagyta szülővárosát.
Tanulmányait 1930-ban a budapesti közgazdaság-tudományi egyetemen végezte. 1934-ben kezdte el folklorisztikai tanulmányait. 1940-ben a Néprajzi Múzeum néprajzi kutatómunkára Bereg megyébe küldte. A második világháború éveiben a Magyar Távirati Irodánál dolgozott, magyarra fordította a külföldi rádióadások anyagait, eljuttatta azokat ifj. Horthy Miklós „kiugrási irodájához”. A nyilas uralom idején menekülteket rejtegetett (többek között Veres Péter írót), ennek ellenére a Rákosi-rendszer 1951-ben halálra ítélte, ezt később 12 évi börtönre változtatták. Műfordítóként Lev Tolsztoj, Thomas Hardy, Mariano Azuela, Thomas Wolfe, Ippolito Nievo és Juan Valera műveit ültette át magyarra. Szűkebb szakterülete a népdalkutatás, a magyar népdalok kapcsolatainak vizsgálata a rokon népek népzenéjével volt. 
1976-ban halt meg Budapesten. 1999-ben szülőházán emléktáblát avattak tiszteletére.

## Főbb munkái
- Népünk dalai. A magyar népdal nemzeti jelentősége; Egyetemi Ny., Bp., 1941
- Álompákász. Egy dzsentri gyermekkora; Magvető, Bp., 1986
- Két világ határán; Hatodik Síp Alapítvány, Bp., 1993